# Sentier Pembrokeshire
Le sentier Pembrokeshire (en anglais : Pembrokeshire Coast Path, en gallois : Llwybr Arfordir Sir Benfro) est un parcours de randonnée du pays de Galles, qui débute à Poppit Sands (en) et aboutit à Amroth au sud du pays, sur une distance de 299 km. Il a été inauguré en 1970 et depuis 2012 fait partie du Sentier des côtes du pays de Galles.

## Histoire
En 1952, parcourant le Parc National Pembrokeshire Coast, le naturaliste et écrivain gallois Ronald Lockley (en) découvre un sentier côtier reliant des petites localités habitées mais sans beaucoup de communication entre elles.
Lockley établit des relations en 1953 pour la Commission chargée de nouveaux parcours et se rend compte que la majorité des sentiers étaient privés et nécessitaient des négociations pour leur expropriation. La majorité des propriétaires étaient favorables et beaucoup d'entre eux ont bénéficié d'avantages pécuniaires pour l'ouverture de ces nouveaux parcours. Aujourd'hui le sentier passe par des endroits dont les propriétaires n'étaient pas favorables à l'expropriation.
La finalisation du parcours a nécessité dix-sept ans, rendus nécessaires par la construction de plus de cent petits ponts, de 479 escaliers et par l’élimination de plusieurs obstacles.
Le journaliste Wynford Vaughan-Thomas (en) a inauguré le sentier de 290 km (180 miles) le 16 mai 1970. Plus tard, d'autres petits tronçons se sont ajoutés au parcours pour totaliser 299 km (186 miles).

## Autres images

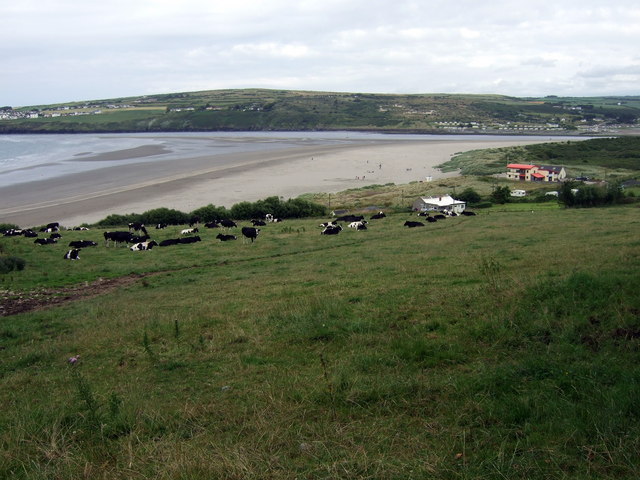
Le sentier, le long de la plage de Poppit
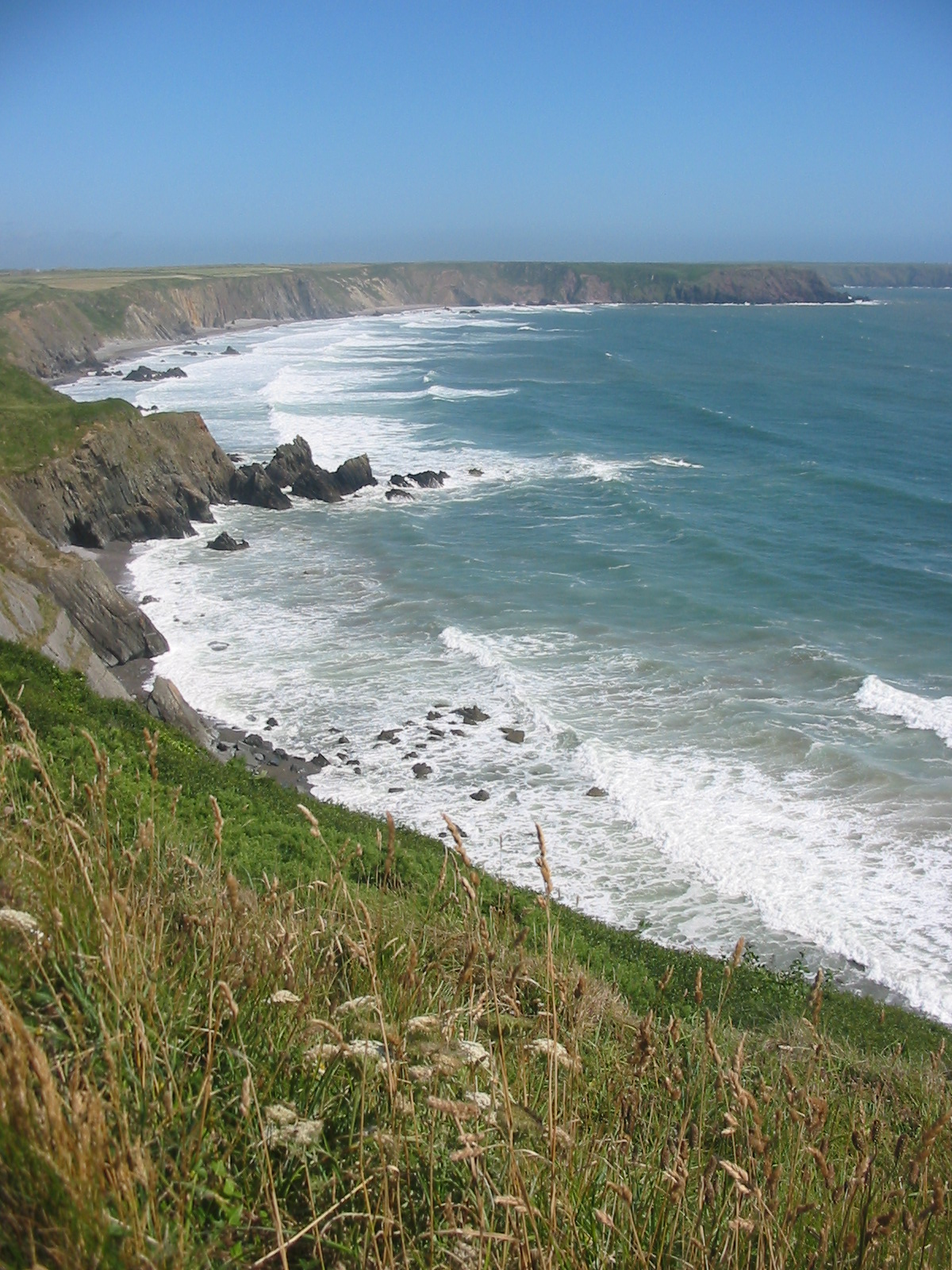
Le sentier vu de la péninsule Maroles